# Hôtel de Bonneval

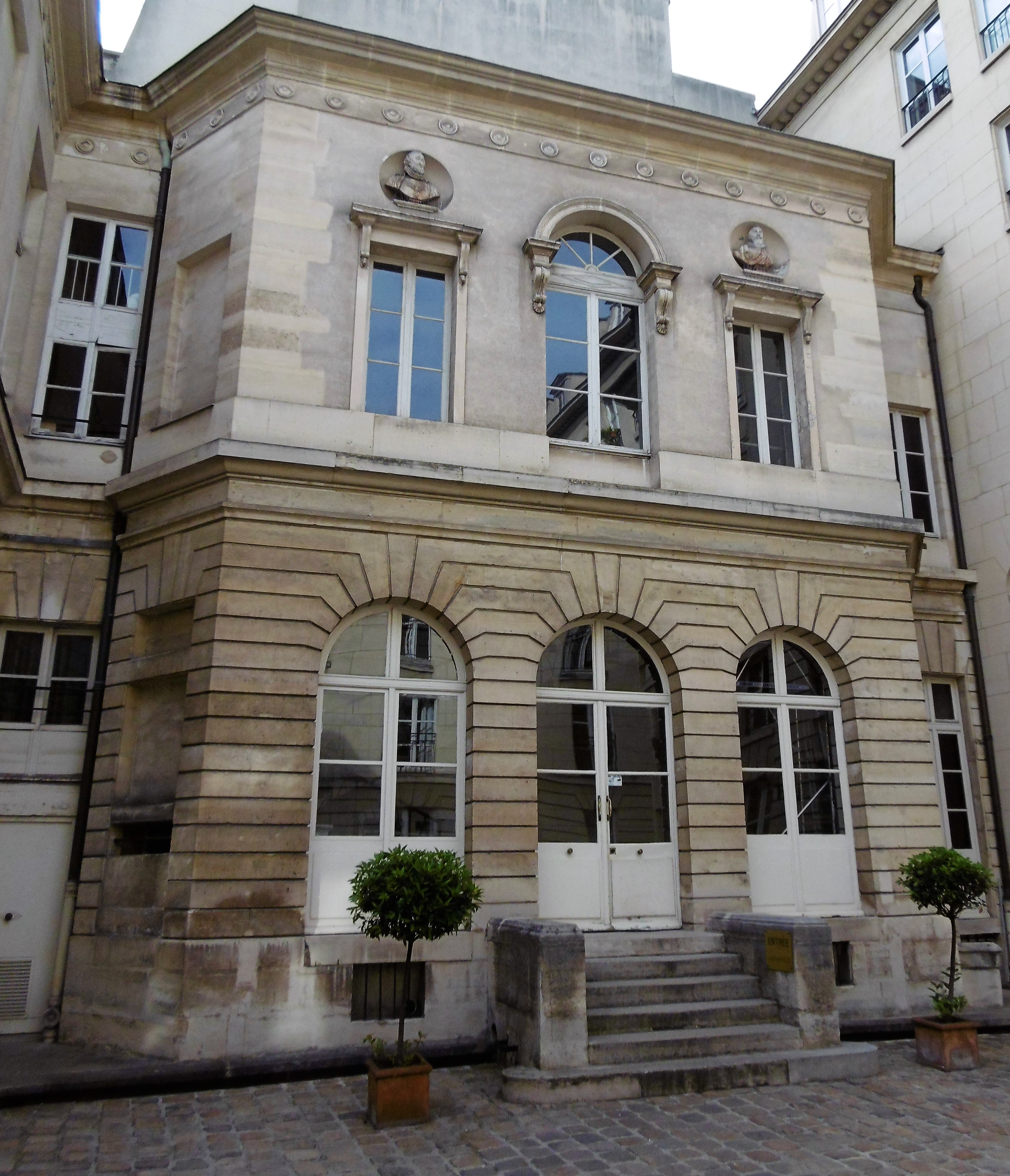
Linker Pavillon des Hôtel de Bonneval in Paris (2010)

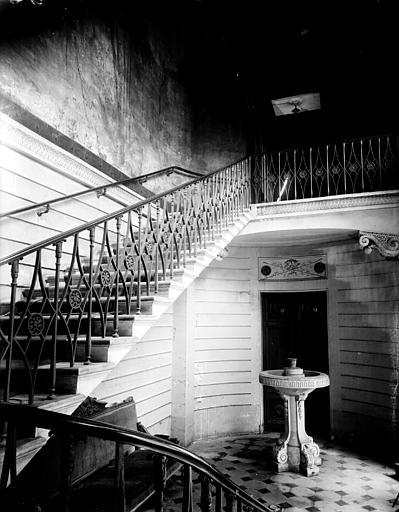
Treppenhaus mit Bemalung (Aufnahmejahr unbekannt)

Das Hôtel de Bonneval in Paris, der französischen Hauptstadt, ist ein Hôtel particulier im 3. Arrondissement. Im Jahr 1961 wurde der Stadtpalast an der Rue du Parc-Royal  Nr. 14/16 als Monument historique in die Liste der Baudenkmäler in Frankreich aufgenommen.
Das Haus wurde in den 1780er Jahren von  dem neuen Besitzer Bonneval, der den Vorgängerbau zum größten Teil abreißen ließ, im Stil des Klassizismus errichtet. Der Corps de logis zwischen Hof und Garten, von zwei Pavillons gerahmt, wurde 1975 abgerissen und durch einen historisierenden Neubau ersetzt. Die Pavillons und das Portal zum Hof sind aus der Erbauungszeit erhalten.
Die Fassade des linken Pavillons ist mit zwei Büsten in Nischen stehend geschmückt, die König Heinrich IV. und Sully darstellen.